# Strada statale 205 Amerina
La strada statale 205 Amerina (SS 205), ora in parte strada regionale 205 Amerina (SR 205), è una strada regionale italiana

## Storia
La strada statale 205 venne istituita nel 1959 con i seguenti capisaldi d'itinerario: "Innesto S.S. n. 3 Narni Scalo - Amelia - Lugnano in Teverina - Guardea - Baschi - Innesto S.S. n. 71 presso stazione FF.SS. di Orvieto."
In seguito al decreto legislativo n. 112 del 1998, dal 2001 la gestione è passata dall'ANAS alla Regione Umbria che ha poi ulteriormente devoluto le competenze alla Provincia di Terni mantenendone comunque la titolarità; a seguito del decreto del presidente del Consiglio dei ministri del 23 novembre 2004, dal 4 settembre 2006 la gestione del tratto compreso tra il km 45,800 (innesto SS 448 presso Baschi) e il km 52,300 (casello autostradale Orvieto dell'A1) è tornato di competenza dell'ANAS.

## Percorso

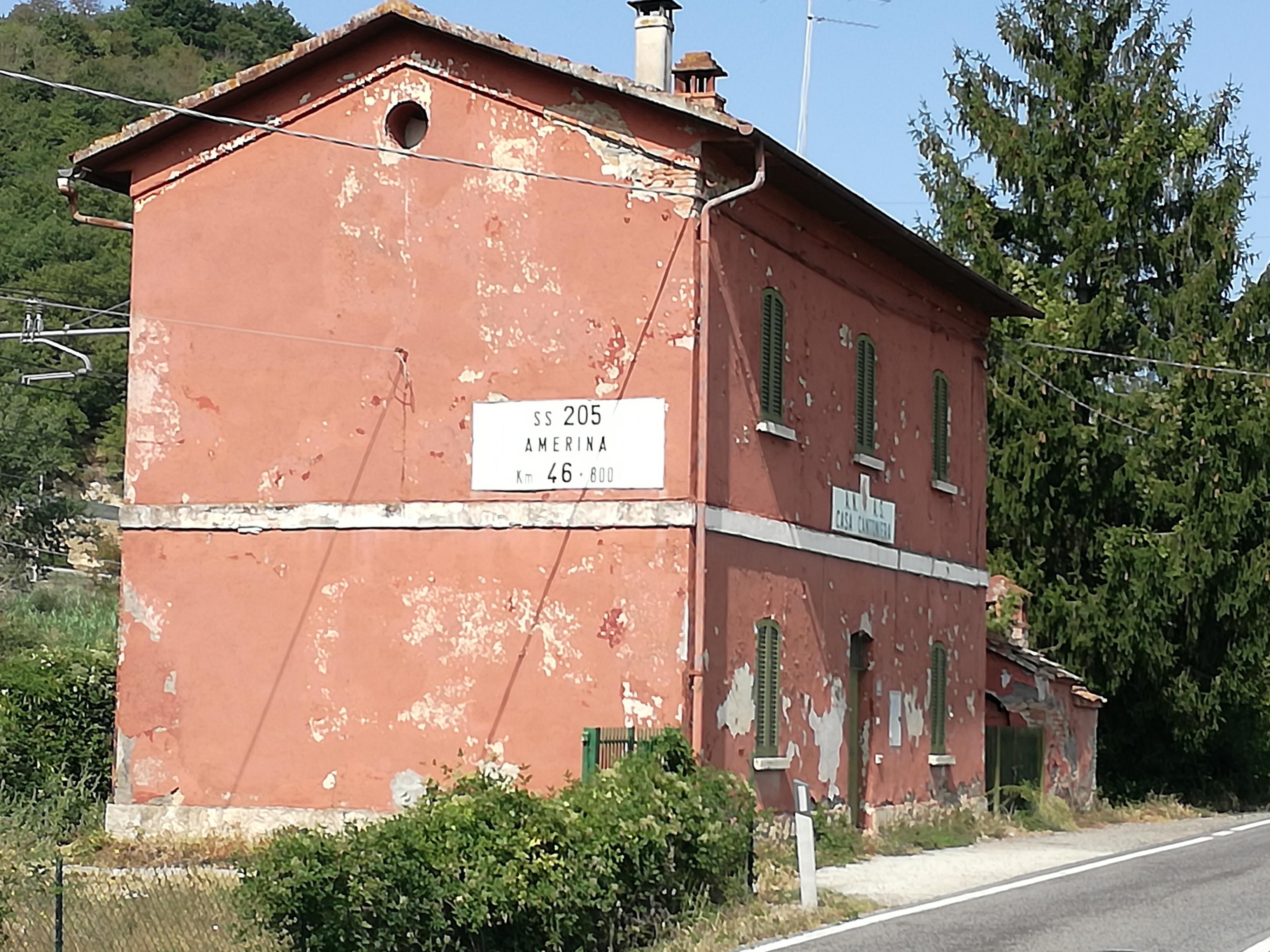
Casa cantoniera nei pressi di Orvieto Scalo

Ha origine nella località di Narni Scalo dalla ex strada statale 3 ter di Narni e San Gemini e collega il bacino ternano con Orvieto. Il suo percorso si snoda totalmente all'interno della provincia di Terni e attraversa Amelia, Lugnano in Teverina, Alviano, Guardea e Baschi, dove la strada corre parallela all'autostrada A1 e al corso del fiume Tevere.
Dopo aver scavalcato entrambi nei pressi dell'intersezione con la strada statale 448 di Baschi, la strada costeggia la stazione di Baschi, affianca per alcuni chilometri in un tratto pressoché rettilineo l'A1 Milano-Napoli, si innesta al casello autostradale di Orvieto ed entra infine nell'abitato di Orvieto Scalo per confluire presso la stazione di Orvieto nella ex strada statale 71 Umbro Casentinese Romagnola dopo poco più di 53 chilometri.